# Bodó Gábor
Bodó Gábor (Balatonfüred, 1941. augusztus 5. – Győr, 2011. június) olimpikon, magyar válogatott röplabdázó.

## Pályafutása
1959-ben kezdett röplabdázni a TFSE csapatában. 1963-ban a Bp. Honvédhoz igazolt. 1964-ben magyar bajnok lett és tagja volt az olimpián hatodik helyezett válogatottnak. A következő évben az universiaden szerzett ezüstérmet. Pályafutását 1970-ben fejezte be. Négyszeres magyar bajnok. 1964 és 1965 között 30 alkalommal szerepelt a válogatottban.
A röplabdázás mellett atletizált is. Ebben a sportágban 1961 és 1962 között a válogatott keret tagja volt.
A civil életben testnevelőként dolgozott egy győri iskolában.